# 莫里斯·科恩 (間諜)
莫里斯·科恩（俄語：Моррис Генрихович Коэн，Morris Genrikhovich Koen；1910年7月2日 - 1995年6月23日），又名彼得·克羅格，是一位美國人，被判犯有為蘇聯從事間諜活動的罪行。他的妻子洛娜·科恩也是一名特工。由於他們的共產主義信仰，他們成為了間諜。

## 另見
- 俄羅斯聯邦英雄名單

## 延伸閱讀
- Albright, Joseph; Kunstel, Marcia. . New York: Times Books. 1997: 244–253. ISBN 9780812928617.
- Haynes, John Earl; Klehr, Harvey. . New Haven: 耶魯大學出版社. 1999: 316, 317–319, 320, 321, 334. ISBN 0-300-08462-5.
- Russian Federal Foreign Intelligence Service. . Moscow: Russian Federal Foreign Intelligence Service. 1995.
- Trahair, Richard C.S.; Miller, Robert. . New York: Enigma Books. 2009. ISBN 978-1-929631-75-9.
- West, Rebecca. . New York: Viking. 1964: 281–288.
- 魯伊斯利普鄰居的回憶：http://www.ruislip.co.uk/kroger/kroger.htm

## 外部連結
- BBC. . March 13, 1961. 包括關於克羅格夫婦/科恩夫婦返回蘇聯的影片新聞報導，以及對前外交大臣 喬治·布朗的採訪。
- Chervonnaya, Svetlana. . PBS.
- 聯邦調查局. .
- 俄羅斯對外情報局 (SVR) （俄語）